# Gmina Bierutów
Die Gmina Bierutów [bʲɛˈrutuf] ist eine Stadt-und-Land-Gemeinde im Powiat Oleśnicki der Woiwodschaft Niederschlesien in Polen. Ihr Sitz ist die gleichnamige Stadt (deutsch Bernstadt an der Weide) mit etwa 4900 Einwohnern.

## Geographie

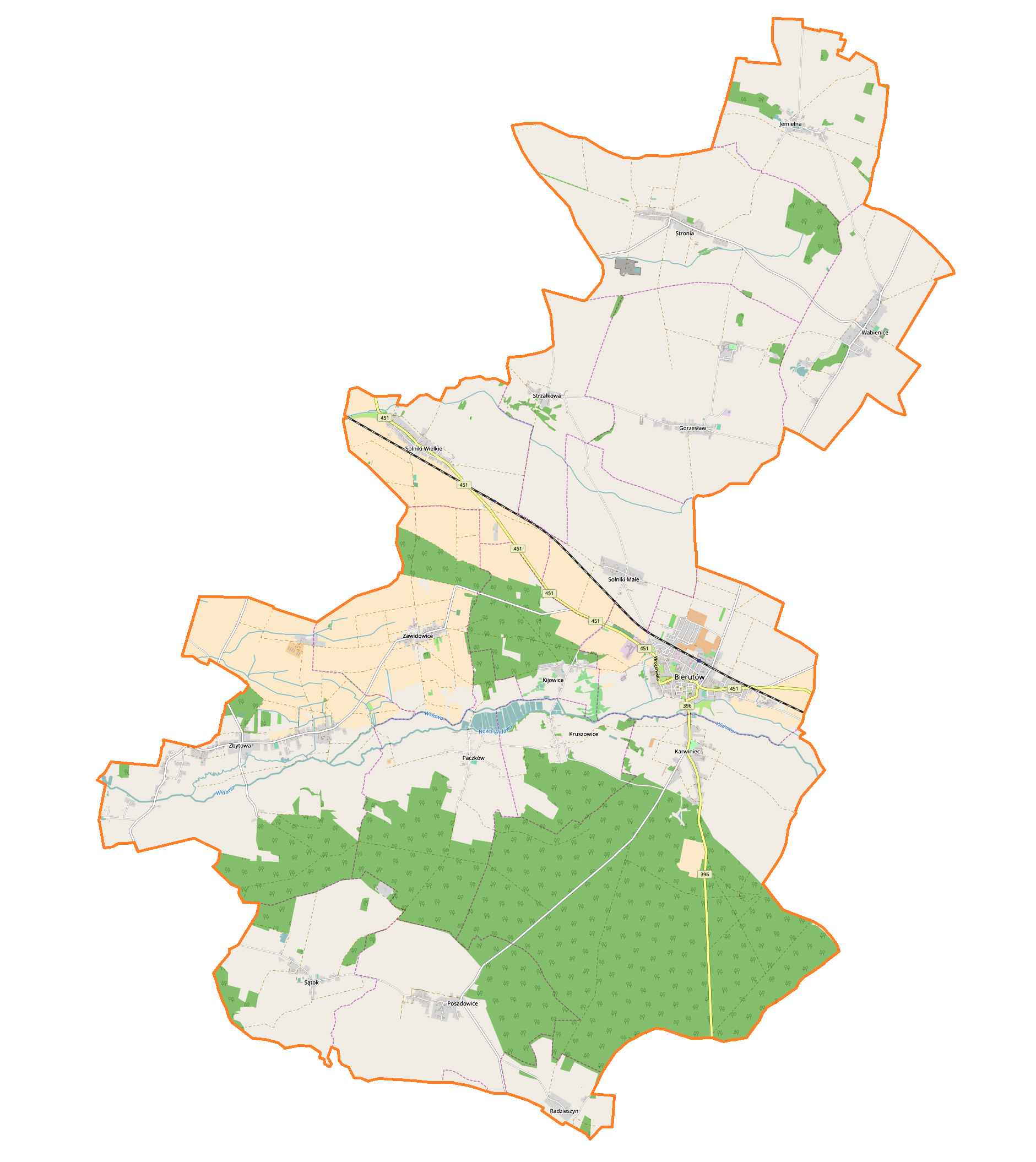
Karte der Gemeinde

Die Gemeinde liegt im Osten der Woiwodschaft und grenzt dort an die Woiwodschaft Opole. Nachbargemeinden sind dort Wilków im Nordosten sowie Namysłów im Südosten und in der Woiwodschaft Niederschlesien Jelcz-Laskowice im Süden, Oleśnica im Westen sowie Dziadowa Kłoda im Norden. Breslau liegt etwa 25 Kilometer westlich, die Kreisstadt Oleśnica (Oels) sechs Kilometer nordwestlich.
Das Gemeindegebiet wird von der Widawa/Nowa Widawa (Weide) durchzogen, die zu Teichen aufgestaut wurde.

## Partnerschaft
Bierutów unterhält seit Mai 1997 eine Gemeindepartnerschaft mit Bernstadt auf dem Eigen in der Oberlausitz.

## Gliederung
Zur Stadt-und-Land-Gemeinde Bierutów gehören 16 Dörfer (deutsche Namen, amtlich bis 1945) mit einem Schulzenamt (sołectwo):
- Gorzesław (Korschlitz)
- Jemielna (Gimmel)
- Karwiniec (Langenhof)
- Kijowice (Vogelgesang)
- Kruszowice (Kunzendorf)
- Paczków (Weidenfließ)
- Posadowice (Postelwitz)
- Radzieszyn (Ziegelhof)
- Sątok (Zantoch)
- Solniki Małe (Klein Zöllnig)
- Solniki Wielkie (Groß Zöllnig)
- Stronia (Stronn)
- Strzałkowa (Schützendorf)
- Wabienice (Wabnitz)
- Zawidowice (Sadewitz)
- Zbytowa (Vielguth)

## Verkehr
Die Woiwodschaftsstraße DW451 von der Kreisstadt Oleśnica nach Namysłów (Namslau)  durchzieht das Gemeindegebiet von Nordwest nach Osten. Im Hauptort der Gemeinde zweigt die Woiwodschaftsstraße DW396 nach Strzelin (Strehlen) im Süden ab.
Der Bahnhof Bierutów und der Haltepunkt Solniki Wielkie liegen an der Bahnstrecke Kalety–Wrocław (Stahlhammer–Breslau). Der Haltepunkt Jemielna Oleśnicka liegt auf dem Gebiet der Nachbargemeinde Oleśnica.
Der nächste internationale Flughafen ist Breslau.

## Persönlichkeiten
- Mortimer von Buddenbrock-Hettersdorff (1844–1914), preußischer Generalleutnant; geboren in Wabnitz
- Viktor von Randow (1856–1939), preußischer Generalleutnant; geboren in Stronn.